# Karl Kaufmann
Karl Kaufmann (Krefeld, 10 de octubre de 1900 - Hamburgo, 4 de diciembre de 1969) fue un dirigente de la Alemania nazi con el cargo de Gauleiter en la ciudad de Hamburgo entre 1933 y 1945.

## Biografía
Karl Kaufmann nació en la ciudad de Krefeld, Alemania en octubre de 1900 en el seno de una familia católica dedicada al negocio de las lavanderías.
Desde pequeño demostró un espíritu rebelde y tuvo conflictos con su padre, por lo que dejó tempranamente la escuela secundaria en Elberfeld y sin mayores estudios trabajó como un asistente de campos agrícolas y viviendo de remesas secretas concedidas por su madre.
Participó como voluntario al final de la Primera Guerra Mundial y luego se orientó hacia facciones derechistas y  formó parte de Brigada Ehrhardt entre 1919 y 1920.
Fue uno de los miembros fundadores del NSDAP con el nº 95 en 1921 iniciando una carrera política y mostró un ferviente apoyo a Adolf Hitler declarando su apoyo en la siguiente proclama:

"Los jóvenes nacionalistas en el Rin-Ruhr espera con impaciencia la fecha en que usted, estimado Herr Hitler, encamine la lucha por la liberación de los enemigos internos y externos de Alemania.  Nuestra esperanza es que este día no será muy lejos.

Karl Kaufmann se retiró temporalmente del partido luego del Putsch de Múnich, ejerció como comerciante, volviendo a unirse en 1925 al NSDAP.  
Kaufmann se ganó el apoyo de Adolf Hitler, haciéndose de su protección y fue nombrado Gauleiter de la región de Renania y del Rühr con tan solo 26 años.  En 1929, es nombrado gauleiter de la ciudad-puerto de Hamburgo con tan solo 29 años. 
Aplicó la política del  palo y la zanahoria en la población obrera portuaria por un lado brindando altos salarios y por otro lado reprimiéndola fuertemente. Por otro lado, compró con sobornos a dirigentes del partido para mantenerse en su posición.
En ese cargo, Kaufmann medró de los beneficios de su cargo estando bajo el amparo de Hitler y actúando como un pseudo sátrapa se enriqueció a costa de la ley de confiscaciones de los bienes judíos en esa ciudad.  Incluso Himmler intentó poner coto a sus ambiciones, pero fracasó al intentar de sacarlo de su posición.
En 1941, Kaufmann sacó a la población judía de la ciudad y la envío al gueto de Lodz en Polonia, siendo una de las primeras deportaciones en masa en el marco de la Solución Final.  Bajo la jurisdicción de su gobierno se establecieron también el campo de concentración de Stutthof y Neuengamme.
Kaufmann, a pesar de todo, transformó el sistema de comercio de la ciudad bajo la consigna del Socialismo en acción, orientándola a los esfuerzos de guerra y ganándose el partidismo de la población debido a los altos beneficios laborales que introdujo.  
En 1942, Kaufmann adicionalmente fue nombrado Comisario del Reich para la Marina.
Durante el bombardeo aéreo a la ciudad de Hamburgo en que perdieron la vida unas 120.000 personas y la desaparición del barrio industrial portuario,  los bienes de Kaufmann sufrieron deterioro, pero ya previniéndo la derrota de Alemania, se hizo de un almacenamiento de bienes, moneda extranjera y alimentos en un búnker personal a prueba de bombardeos.
En abril de 1945,  bajo el cargo de Comisario del Reich, colaboró activamente con el plan siniestro de Himmler de embarcar a los prisioneros de guerra de los campos de concentración de Neuengamme y de Stutthof en grandes vapores con el objeto de hundirlos en la bahía de Lübeck con ellos como una forma de exterminio masivo.[cita requerida]
Estando Ad-Portas al final de la guerra, Hitler declaró a Hamburgo ciudad fortaleza, sin embargo, Kaufmann viendo la inutilidad de la defensa de una ciudad completamente rodeada por fuerzas aliadas,  intentó disuadir al líder nazi intentando declararla ciudad abierta, lo que no conseguiría hasta la toma del poder por  Karl Doenitz,  lo que le valió exhibirse como el "salvador" de la ciudad de Hamburgo.
Fue detenido por fuerzas británicas al final de la guerra y enjuiciado en el  Juicios de Núremberg  a pesar de contar con suficientes pruebas de crímenes contra la Humanidad, la defensa de Kaufmann lo demostró como un dirigente  rebelde a la figura de Hitler, siendo apoyado por numerosos comerciantes alemanes,  lo que a la larga lo favoreció con una pena de presidio menor de 10 años; pero fue liberado por razones de salud en 1953.
Kaufmann permaneció en la ciudad de Hamburgo e intentó renacer un movimiento ultraderechista pronazi en asociación con otras personalidades como Werner Naumann; pero no fructificó gracias a la intervención de la inteligencia británica. Se intentó en varias oportunidades reabrirle juicio de crímenes en contra de la humanidad; pero no fructificaron.
Kaufmann vivió sus últimos días como un asesor de seguros de industrias químicas junto a Otto Wolff, otro exdirigente nazi.
| Predecesor: Hinrich Lohse | Gauleiter de Hamburgo 15 de abril de 1929 - 3 de mayo de 1945 | Sucesor: - |